# معاهدة دي بورمن
معاهدة دي بورمن أو معاهدة استسلام الداي حسين (5 يوليو 1830م) في تاريخ الجزائر هي معاهدة جرت بين داي الجزائر (الداي حسين) والماريشال دي بورمن قائد قوات الاحتلال في الجيش الفرنسي تقضي بتسليم مفاتيح مدينة الجزائر إلى فرنسا.
وكانت هذه المعاهدة تتضمن الاستحواذ على مدينة الجزائر، وبسط النفوذ على القصبة مع استسلام داي الجزائر مقابل احترام ضمانات حول الأملاك والدين والتقاليد المحلية الجزائرية من طرف قوات الاحتلال الفرنسي.
وإذا كانت بنود هذه المعاهدة تتعلق بمصير مدينة الجزائر، فإنها لم تتطرق إلى كامل جغرافيا الجزائر بما فتح الباب لاحقا أمام حملات عسكرية طويلة بهدف إخضاع الجزائر لسلطة الفرنسيين وما ترتب عن ذلك من حركات المقاومة الشعبية الجزائرية ضد فرنسا.
وإضافة إلى انعكاسات هذه المعاهدة على المستوى الداخلي الجزائري والفرنسي، فإنها قد انجرت عنها نتائج ديبلوماسية مع كل من إنجلترا وإسبانيا والدولة العثمانية.

## المعاهدة
كانت هذه المعاهدة إيذانًا بإنهاء نظام إيالة الجزائر ليتم استبداله بنظام الجزائر الفرنسية.
وقد سبقتها من قبل معاهدة أخرى بين الجزائريين والفرنسيين هي «معاهدة تورفيل» (بالفرنسية: Traité de Tourville)‏ في يوم 25 أبريل 1684م · .
وجاءت «معاهدة تورفيل» كنتيجة لعمليات القصف البحري لمدينة الجزائر من طرف البحرية الفرنسية ابتداء من سنة 1682م.

## بنود المعاهدة
أهم بنود «معاهدة الاستسلام» التي قدمها الداي حسين لفرنسا تضمنها «نص الوثيقة» التالية التي بها خمس بنود:
1- يسلم حصن القصبة وجميع الحصون الأخرى التابعة للجزائر وكذلك ميناء هذه المدينة إلى الجيوش الفرنسية هذا الصباح على الساعة العاشرة حسب توقيت فرنسا.
2- يتعهد قائد جنرالات الجيش الفرنسي بأنه يترك لسمو داي الجزائر حريته وكذا جميع ثرواته الشخصية.
3-الداي حر في الانسحاب مع أسرته وثرواته الخاصة إلى المكان الذي يعينه وسيكون هو وكامل أفراد اسرته تحت حماية قائد جنرالات الجيش الفرنسي وذلك طيلة المدة التي يبقاها في الجزائر وستقوم فرقة من الحرس بالسهر على أمنه وأمن أسرته.
4- يضمن قائد الجنرالات نفس المزايا ونفس الحماية لجميع جنود الميليشيا.
5- تبقى ممارسة الديانة المحمدية حرة كما أنه لن يقع أي اعتداء على حرية السكان من جميع الطبقات ولا على دينهم وأملاكهم وتجارتهم وصناعتهم ونسائهم.
إن قائد الجنرالات يتعهد بشرفه على تنفيذ كل ذلك وإن تبادل هذه الاتفاقية سيتم قبل الساعة العاشرة من هذا الصباح وبعد ذلك مباشرة تدخل الجيوش الفرنسية إلى القصبة ثم إلى جميع حصون المدينة.

## النتائج
قام الداي حسين غداة التوقيع على «معاهدة الاستسلام» بتحضير نفسه لمغادرة مدينة الجزائر.
وتوجه داي الجزائر المستسلِم في يوم 10 يوليو 1830م مع حريمه وعائلته وحاشيته المتكونة من 118 شخصًا، من بينهم 58 امرأة، نحو «ميناء الجزائر» ليغادر إيالة الجزائر على متن «فرقاطة جان دارك».
وبُعَيْدَ مغادرته الجزائر، تم طرد حوالي 1 300 جندي من الحامية الإنكشارية التي كانت متواجدة لحماية القصبة.
وبعد توقف سفينته في ميناء مدينة نابولي بتاريخ 3 أغسطس 1830م، واصل رحلته ليمكث في مدينة ليفورنو ثم في مدينة جنوة.
ثم ما لبث الداي حسين أن انتقل إلى مدينة الإسكندرية أينما توفي في سنة 1838م.

## المقاومة الشعبية
بدأت بوادر المقاومة الشعبية ضد فرنسا تتشكل في مدينة الجزائر وضاحيتها ضمن سهل متيجة مباشرة بعد استسلام وهجرة الداي حسين إلى خارج الجزائر.
وكان علماء وأعيان الجزائر العاصمة هم القادة الفعليون لهذه المقاومة الشعبية، ومن بينهم مفتي المالكية مصطفى الكبابطي والحاج علي ولد سي سعدي.
وتم التوافق على مبايعة محمد بن زعموم بتاريخ 28 يوليو 1830م في برج البحري قرب مدينة الجزائر بعد 18 يوما من مغادرة الداي حسين للبلاد.

## هوامش ومراجع
1. ↑  بنود معاهدة الاستسلام التي قدمها الداي لفرنسا لي يسلم لهم ا نسخة محفوظة 28 مايو 2017 على موقع واي باك مشين.
2. ↑  بنود معاهدة الاستسلام التي قدمها الداي لفرنسا لي يسلم لهم العاصة ابان الاحتلال الفرنسي نسخة محفوظة 18 يوليو 2017 على موقع واي باك مشين.
3. ↑  مساعده من فضلكم - معاهدة الاستسلام نسخة محفوظة 14 يونيو 2017 على موقع واي باك مشين.
4. ↑  الداي حسين - الحلقة الثانية -( 1265 م -1848 م) نسخة محفوظة 17 نوفمبر 2016 على موقع واي باك مشين.
5. ↑  Preliminaires Des Traitez Faits Entre Les Rois De France Et tous les Princes ... - Abraham-Nicolas Amelot de La Houssaye - Google Livres نسخة محفوظة 17 نوفمبر 2016 على موقع واي باك مشين.
6. ↑  La Régence d'Alger et le monde Turc نسخة محفوظة 17 نوفمبر 2016 على موقع واي باك مشين.
7. ↑  بحث حول الاحتلال الفرنسي للجزائر 1830 نسخة محفوظة 17 يناير 2017 على موقع واي باك مشين.

### مواضيع ذات صلة
- مبايعة محمد بن زعموم (1830)
- مبايعة الأمير عبد القادر (1832)
- مبايعة الأمير عبد القادر (1833)
- معاهدة دي ميشال
- معاهدة تافنة
- معاهدة لاموريسيير
- مقاومة الأمير عبد القادر
- مقاومة متيجة
- تركيبة جيش أفريقيا لحملة 1830